# Kanton Ferrières-en-Gâtinais
Kanton Ferrières-en-Gâtinais (francouzsky Canton de Ferrières-en-Gâtinais) je francouzský kanton v departementu Loiret v regionu Centre-Val de Loire. Tvoří ho 17 obcí.

## Obce kantonu
- Le Bignon-Mirabeau
- Chevannes
- Chevry-sous-le-Bignon
- Corbeilles
- Courtempierre
- Dordives
- Ferrières-en-Gâtinais
- Fontenay-sur-Loing
- Girolles
- Gondreville
- Griselles
- Mignères
- Mignerette
- Nargis
- Préfontaines
- Sceaux-du-Gâtinais
- Treilles-en-Gâtinais